# Simulium nili
Simulium nili är en tvåvingeart som beskrevs av Gibbins 1934. Simulium nili ingår i släktet Simulium och familjen knott. Inga underarter finns listade i Catalogue of Life.